# Dámaso de Lario
Dámaso de Lario Ramírez (* 8. September 1949 in Valencia, Spanien) ist ein ehemaliger spanischer Diplomat. Er war unter anderem Botschafter in Indonesien, Singapur, Osttimor und Venezuela.

## Werdegang
Lario hat einen Doktortitel der Geschichte.
1977 trat er in den diplomatischen Dienst Spaniens ein. Zunächst war er bei den diplomatischen Vertretungen Spaniens in Jordanien, Australien und dem Vereinigten Königreich tätig. Außerdem war er Ständiger Sekretär und Vizepräsident der spanischen Sektion des Spanisch-Nordamerikanischen Komitees und Leiter des Bereichs Technische Organisation im Diplomatischen Informationsbüro.
1988 wurde er stellvertretender Generaldirektor für bilaterale Wirtschaftsbeziehungen mit außereuropäischen Ländern und ab 2001 spanischer Botschafter in Indonesien. Mit der Unabhängigkeit Osttimor 2002 erhielt Lario für das neue Land eine Zweitakkreditierung. Außerdem hatte Lario eine Zweitakkreditierung für Singapur. 2007 wechselte Lario als Botschafter nach Venezuela und im August 2010 wurde er zum Generaldirektor für externe Kommunikation ernannt. Dem folgte am 19. November 2010 die Position des Leitenden Botschafters für die Beziehungen zu den Golfstaaten.
Von August 2013 bis zu seiner Pensionierung im Jahr 2018 war er Generalkonsul von Spanien im französischen Toulouse.